# Fisker Coachbuild

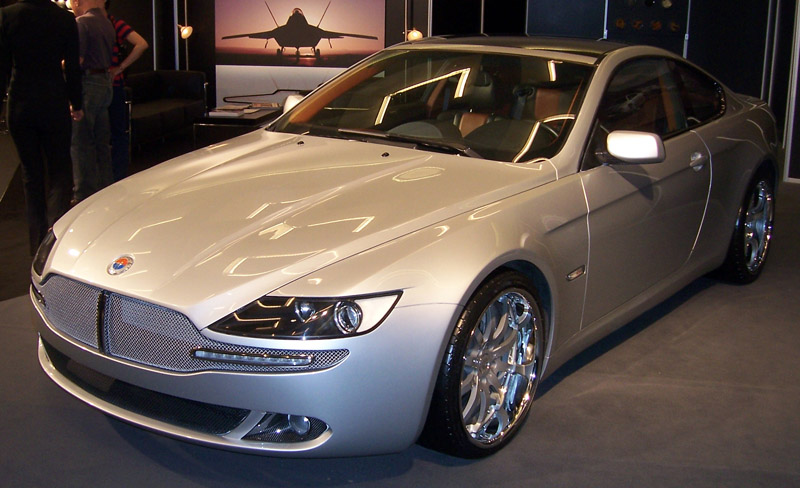
Na foto, consta um belíssimo véiculo personalizado pela Fisker Coachbuild.

Fisker Coachbuild é uma empresa automotiva que produz modelos customizados com sede em Orange County, Califórnia, Estados Unidos. Foi fundada em 2005 por Henrik Fisker e Bernhard Koehler.

## Modelos
- Fisker Tramonto
- Fisker Latigo CS